# Ордісія
Ордісія (баск. Ordizia (офіційна назва), ісп. Ordicia) — муніципалітет в Іспанії, у складі автономної спільноти Країна Басків, у провінції Гіпускоа. Населення — 9732 особи (2009).
Муніципалітет розташований на відстані близько 320 км на північний схід від Мадрида, 33 км на південний захід від Сан-Себастьяна.

## Демографія
Динаміка населення (INE ):

## Галерея зображень

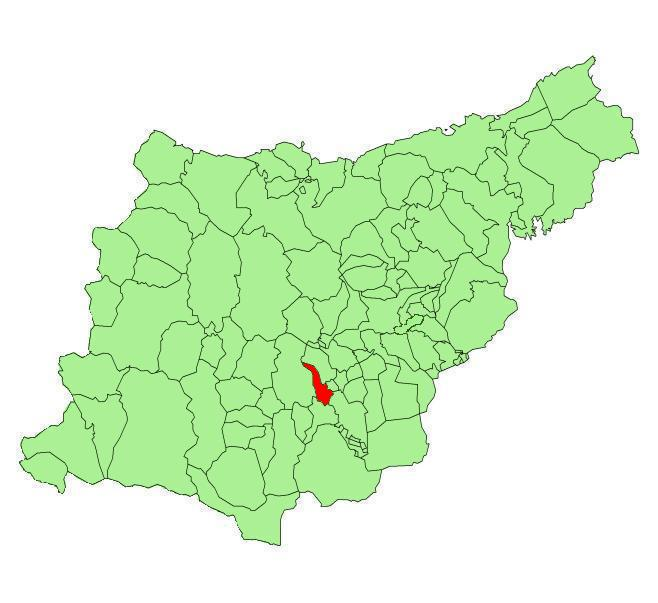
Розташування муніципалітету
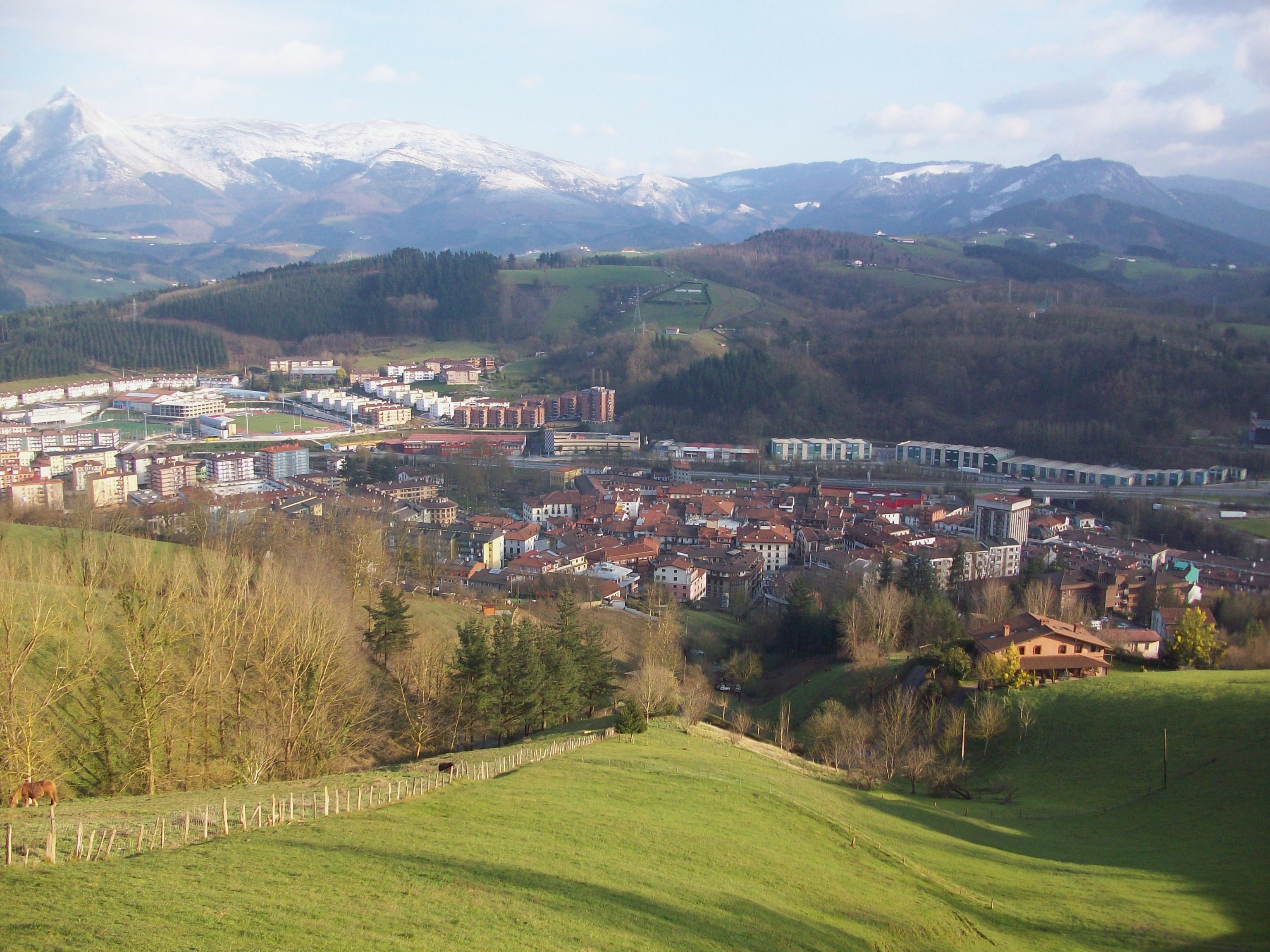
Ордісія